# Henri Jeanmaire
Henri Jeanmaire (* 1884; † 21. Februar 1960 in Paris) war ein französischer Klassischer Philologe und Religionshistoriker. 
Jeanmaire absolvierte die École normale supérieure (Paris). Anschließend lehrte er zunächst Geschichte am Lycée in Besançon, danach war er Maître de conférences an der Universität Lille, seit 1943 war er Directeur des études grecques an der École pratique des hautes études in Paris.
Als seine Hauptwerke gelten die Bücher Kouroi et Courètes (1939) über griechische Riten des Erwachsenwerdens und Dionysos (1951) über die Geschichte des Dionysoskultes von der Antike bis in die moderne Zeit.

## Schriften (Auswahl)
- Le messianisme de Virgile. Paris, Vrin 1930
- La Sibylle et le retour de l’âge d’or. Paris, Leroux 1939 (Phil. Diss.)
- Couroi et Courètes: essai sur l’éducation spartiate et sur les rites d’adolescence dans l’antiquité hellénique. Lille, Bibliothèque Univ., 1939
- Dionysos: histoire du culte de Bacchus; l’orgiasme dans l’antiquité et les temps modernes, origine du théatre en Grèce, Orphisme et mystique dionysiaque, évolution du Dionysisme après Alexandre. Paris, Payot 1951 (Neuauflage Paris, Payot 1991, ISBN 2228884405).